# Inês de Roma
Santa Inês (Roma, c. 291 – Roma, 21 de janeiro de 304) foi uma mártir católica e patrícia romana, executada durante a perseguição de Diocleciano e venerada como santa pela Igreja Católica e pela Igreja Ortodoxa.

## Vida
Viveu em Roma, onde foi martirizada em 304. Nobre, descendia da poderosa família Cláudia e desde pequena foi educada pelos pais na fé cristã. Cresceu virtuosa e decidiu consagrar sua pureza a Deus, resistindo às investidas dos jovens mais ricos da nobreza romana, desejosos de seu amor.
Tinha 13 anos quando foi cobiçada, por sua extraordinária beleza, riqueza e virtude, pelo jovem Fúlvio, filho do Prefeito de Roma, Semprônio. Como o rejeitou, Inês foi levada a julgamento e obrigada a manter aceso o fogo sagrado de um templo dedicado a Vesta, deusa romana do lar e do fogo, o que recusou-se a fazer, dizendo: "Se recusei seu filho, que é um homem vivo, como pode pensar que eu aceite prestar honras a uma estátua que nada significa para mim? Meu esposo não é desta terra", se referindo a Jesus. "Sou jovem, é verdade, mas a fé não se mede pelos anos e sim pelos sentimentos. Deus mede a alma, não a idade. Quanto aos deuses, podem até ficar furiosos, que eu não os temo. Meu Deus é amor." Por isso foi condenada a ser exposta nua num prostíbulo no Circo Agnolo (hoje praça Navona, onde se ergue a Basílica de Santa Inês in Agone). Diz a história que, introduzida no local da desonra, uma luz celestial a protegeu e ninguém ousou aproximar-se dela. Seus cabelos cresceram maravilhosamente cobrindo seu corpo. Ao ser defendida por um anjo guardião, um dos seus lascivos pretendentes caiu morto, mas a santa, apiedada, orou a Deus e o ressuscitou. Temeroso, o Prefeito Simprônio passou o caso ao seu cruel substituto, Aspásio. Após novo interrogatório, a menina foi condenada a morrer queimada. As chamas também não a tocaram, voltando-se contra seus algozes e matando muitos deles. Foi por fim decapitada, a mando do vice-prefeito de Roma, Aspásio.
A história conta que oito dias depois da morte, apareceu em grande glória aos pais que rezavam em seu túmulo, segurando um cordeirinho branco e cercada de muitas virgens e anjos e anunciou-lhes sua grande felicidade no céu.

## O culto

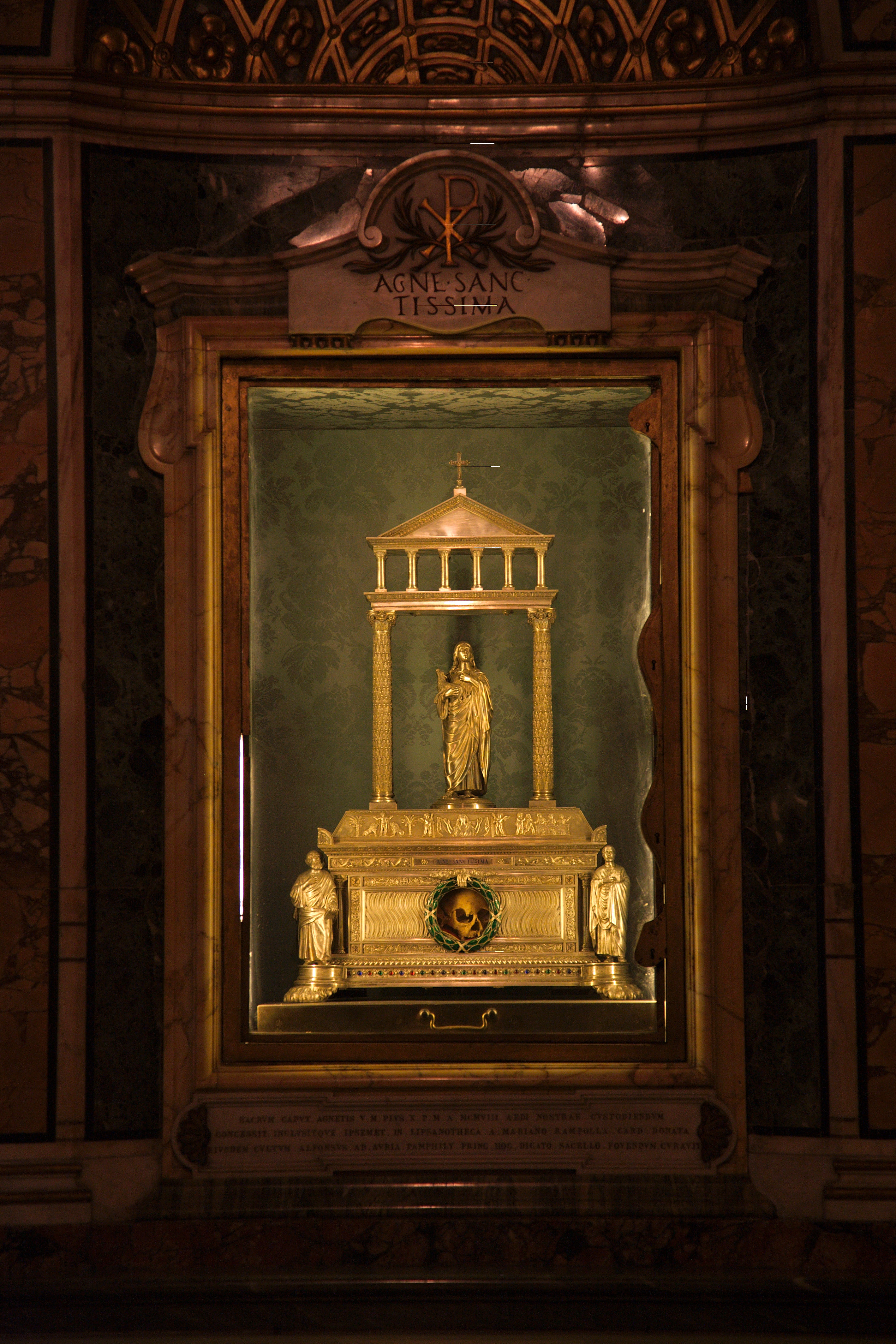
Arca com as relíquias de Santa Inês na Igreja de Santa Inês in Agone, Roma

Também conhecida como Santa Inês de Roma ou Santa Agnes, é a padroeira da castidade, dos jardineiros, das moças, dos noivos, das vítimas de violação e das virgens. Sua memória litúrgica se dá em 21 de Janeiro. Centenas de igrejas são nomeadas em sua honra. A mais célebre está em Roma, Sant'Agnese fuori le mura. Exames forenses realizados no crânio da jovem que se encontrava no tesouro de relíquias do Sancta Sanctorum, da Basílica de Latrão, recentemente comprovam que se trata realmente de uma menina de 13 anos. Hoje, a cabeça de Santa Inês se encontra na Igreja de Santa Inês em Agone (Sant'Agnese in Agone), localizada na Praça Navona, em Roma.